# Benzoat de calci
El benzoat de calci és una sal de l'àcid benzoic que conté el catió calci(2+), la qual fórmula química és {\displaystyle {\ce {C14H10O4Ca}}}. S'empra en alimentació com a antimicrobià amb el codi E-213.
El benzoat de calci es presenta trihidratat {\displaystyle {\ce {C14H10O4Ca*3H2O}}} i formant cristalls ortoròmbics transparents o blancs. És lleugerament soluble en aigua i soluble en aigua en ebullició.
L'àcid benzoic es troba de manera natural en molts d'aliments. Però com additiu alimentari es prefereix l'ús del benzoat de calci perquè es poc soluble en aigua. Una vegada mesclat amb els aliments es transforma en àcid benzoic, que és la forma activa. Per a actuar cal que el pH estigui entre 2,5 i 4,0, per la qual cosa el benzoat de calci s'empra en aliments àcids (begudes carbonatades, sucs de fruites, sidra, escabetxos…)